# Effiat
Effiat é uma comuna francesa na região administrativa de Auvérnia-Ródano-Alpes, no departamento Puy-de-Dôme. Estende-se por uma área de 19,73 km². Em 2010 a comuna tinha 1 142 habitantes (densidade: 57,9 hab./km²).